# Марк Корнелій Малугінен (децемвір)
Марк Корнелій Малугінен (лат. Marcus Cornelius Maluginensis; ? — після 449 до н. е.) — політичний, військовий і державний діяч ранньої Римської республіки, децемвір 450-449 років до н. е.

## Життєпис
Походив з патриціанського роду Корнеліїв, його гілки Малугіненів. Син Марка Корнелія Малугінена. Тривалий час вважався сином Сервія Корнелія Малугінена Косса, консула 485 року до н. е., або Луція Корнелія Малугінена Урітіна, консула 459 року до н. е. Втім на тепер доведено, що Марк Корнелій напевне був двоюрідним братом останнього. Напевне його батько був Марком Корнелієм, який слідом за братом Сервієм Корнелієм взяв когномен Малугінен.
Завдяки своєму знатному походженню доволі рано увійшов до складу римського сенату. Був прихильником жорстких дій проти плебсу, не бажав йти тому на поступки. У 450 році до н. е. після утворення Другої колегії децемвірів (для доповнення законодавства) увійшов до цього державного органу. Разом з колегами склав ще 2 таблиці законів, що разом становили Дванадцять таблиць. Того ж року почалася війна з сабінами та еквами. Разом з колегами Титом Антонієм Мерендою, Луцієм Мінуцієм Есквіліном Авгуріном та Марком Сергієм Есквіліном виступив проти еквів, втім римляни не зуміли досягти певної перемоги.
У 449 році до н. е. підтримав утримання влади за децемвірами в порушення законодавства. Разом з іншими колегами спирався на консервативну частину сенату. Втім після наруги Аппія Клавдія Красса над Вергінією й наступної сецесії плебса на Священну гору, влада децемвірів впала. У сенаті його намагався захистити Луцій Корнелій Урітін, проте марно: Марка Малугінена було засуджено разом з іншими децемвірами до конфіскації майна й вигнання з Риму. 
З того часу про подальшу долю відомостей немає.